# Cathédrale Notre-Dame-du-Mont-Carmel de Kandi
Cette  cathédrale n’est pas la seule cathédrale Notre-Dame-du-Mont-Carmel.
La cathédrale Notre-Dame-du-Mont-Carmel de Kandi  est le principal sanctuaire catholique de la ville Kandi, chef-lieu du département de l'Alibori en République du Bénin. La cathédrale Notre-Dame-du-Mont-Carmel est le siège du diocèse de Kandi crée le 19 décembre 1994,,. Elle fait partie de l'archidiocèse de Parakou et est dédiée à Notre-Dame du Mont-Carmel, titre de dévotion à la vierge Marie,,,,.

## Evêques
Depuis sa création, la cathédrale a connu deux évêques : le prélat Marcel Honorat Léon Agboton est le premier évêque de la cathédrale Notre-Dame-du-Mont-Carmel de Kandi. Il l'a dirigé du 19 décembre 1994 au 10 juin 2000. Il sera remplacé par Monseigneur Clet Fèliho qui le dirige depuis les années 2000,,,.

## Architecture
Construite à l'image des cathédrales du Bénin, la cathédrale Notre-Dame-du-Mont-Carmel de Kandi est faite à base de bouts de roches concassées issues du département, ce qui lui confère au toucher un aspect rugueux, simple et ancien. La façade de l'édifice accueille une grande porte au milieu en arc plein cintre. Deux portes plus petites sont présentes des deux côtés. Ces portes constituent les entrées et les sorties de la cathédrale. L'intérieur est sobrement décoré. Le sanctuaire est formé d'une nef avec son chœur à travées droites, prolongé par le rond-point et le chevet à pans qui accueille une représentation du Christ sur une croix.

## Galerie

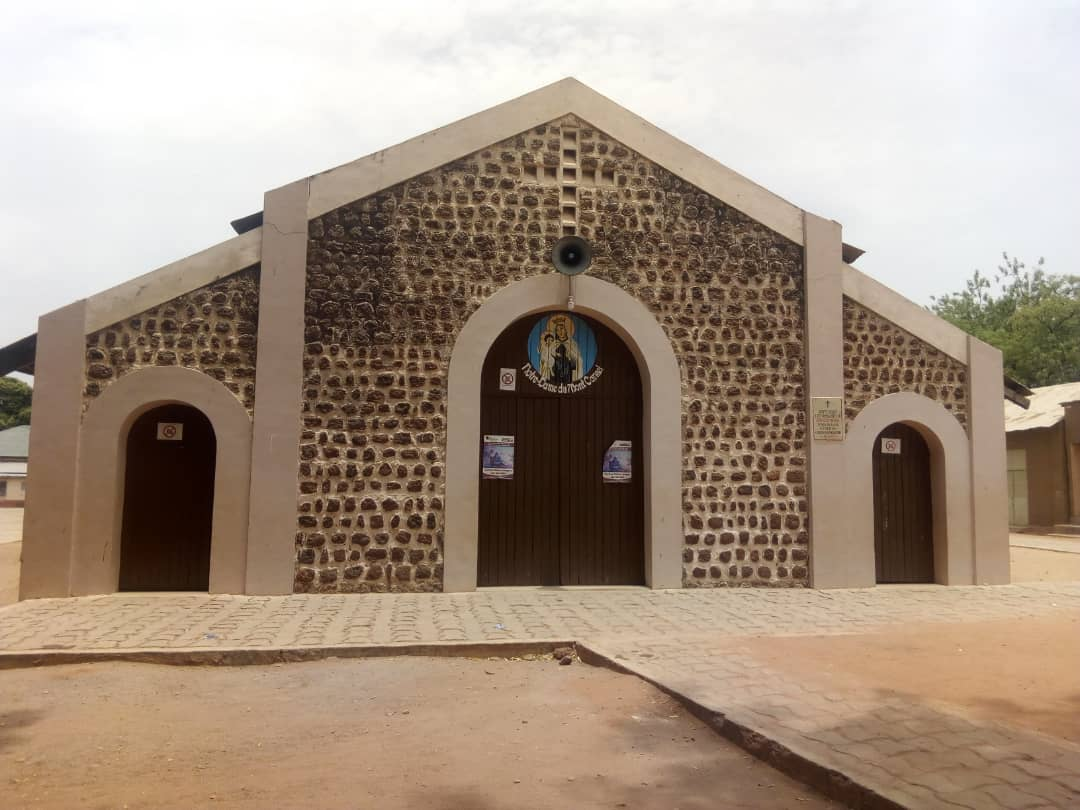
Profil de la cathédrale de Kandi.
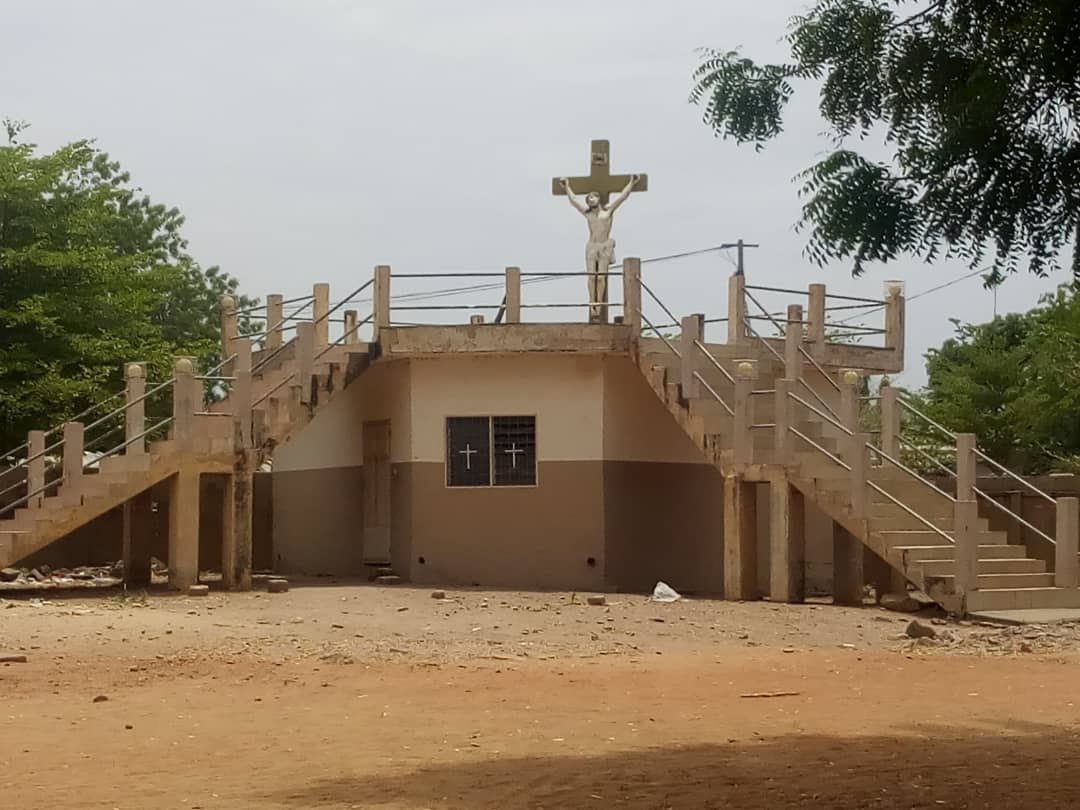
Représentation du Christ à la cathédrale de Kandi.
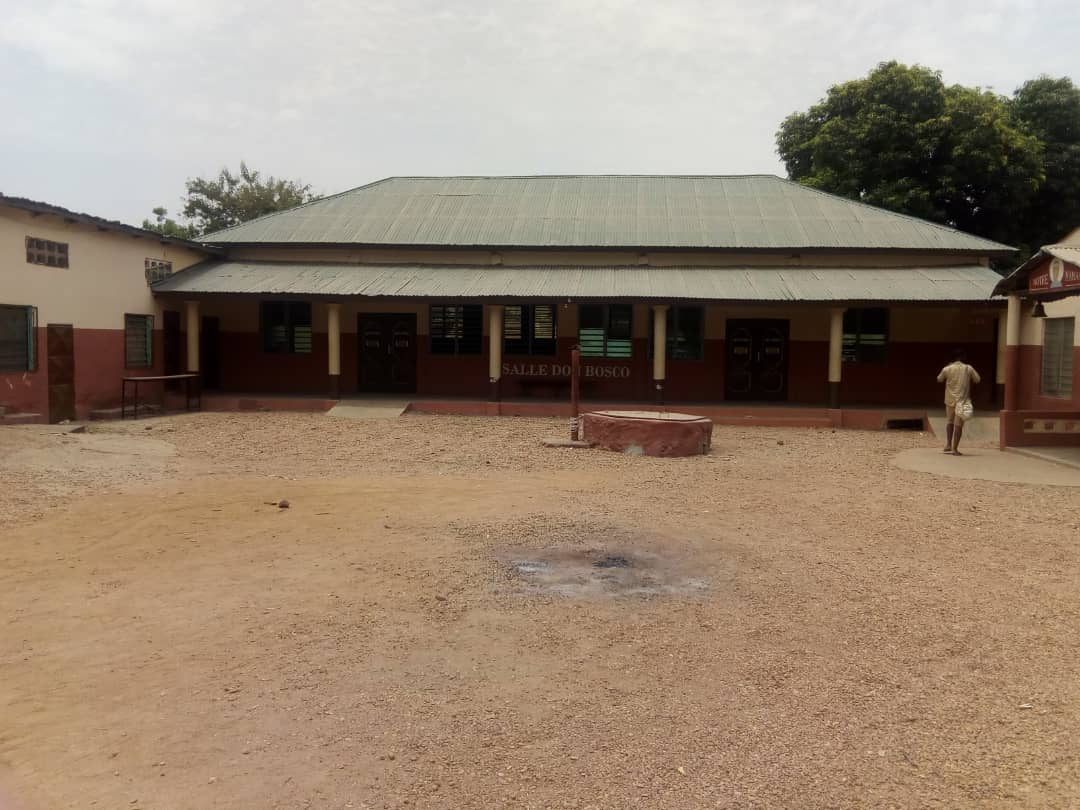
Salle Don-Bosco de la cathédrale de Kandi.
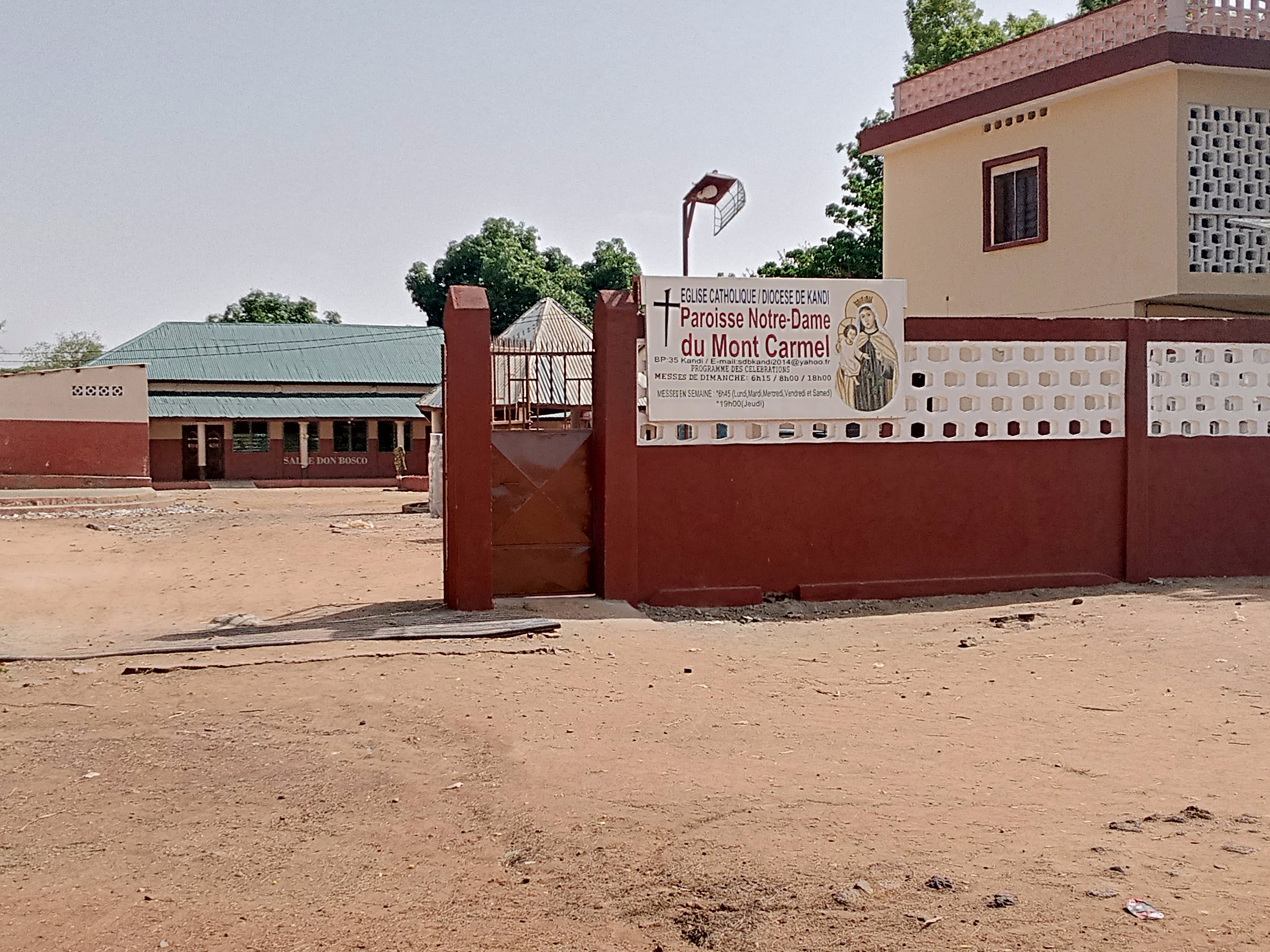
Entrée secondaire de la paroisse Notre dame du mont carmel de Kandi
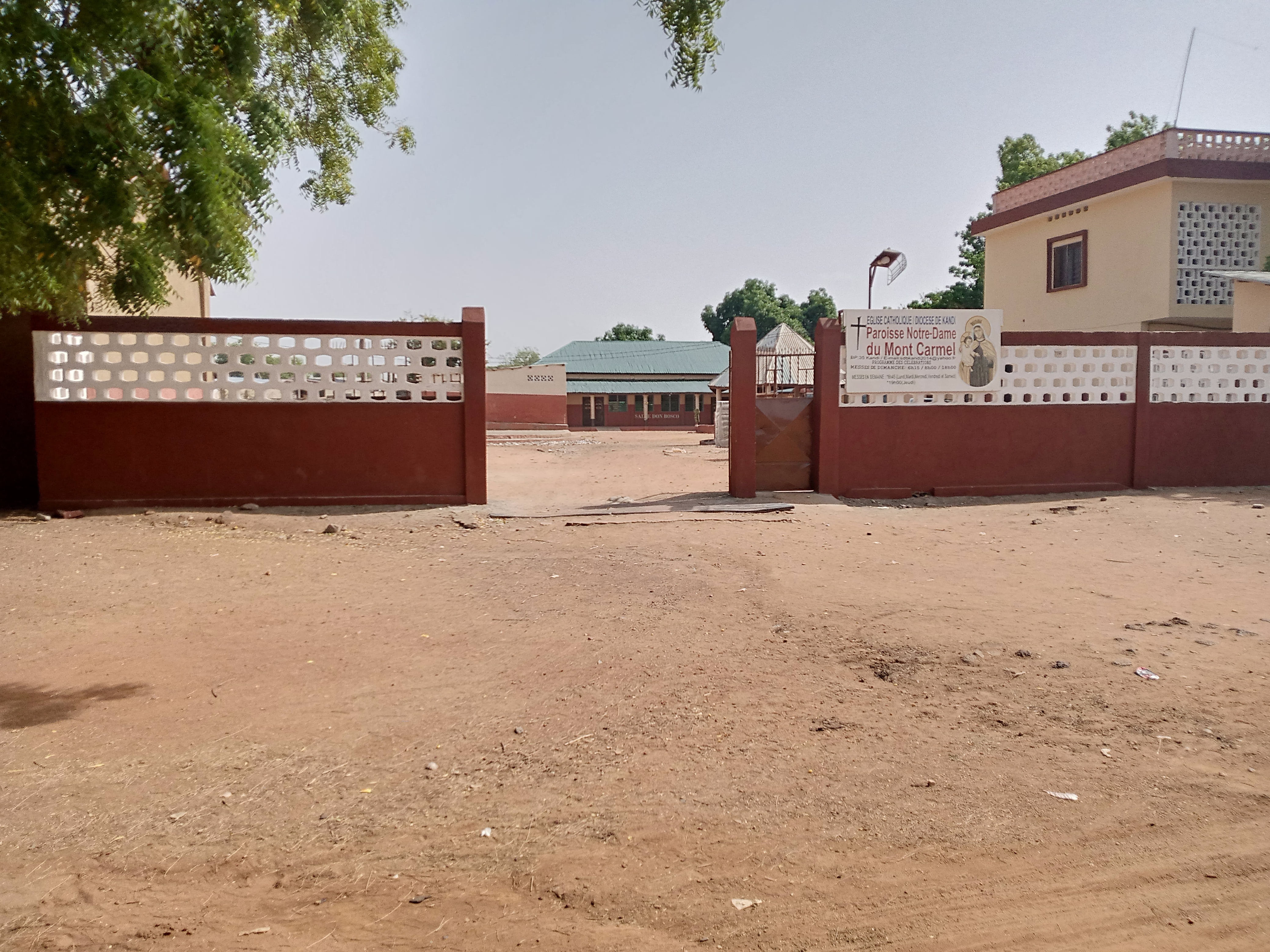
paroisse Notre dame du mont carmel de Kandi